# Maskerzandhoen
Het maskerzandhoen (Pterocles decoratus) is een vogel uit de familie van de zandhoenders (Pteroclididae).

## Verspreiding
Deze soort komt voor in het oosten van Afrika en telt drie ondersoorten:
- P. d. ellenbecki: van zuidelijk Ethiopië en zuidelijk Somalië tot noordelijk Kenia en noordoostelijk Oeganda.
- P. d. decoratus: zuidoostelijk Kenia en oostelijk Tanzania.
- P. d. loveridgei: zuidwestelijk Kenia en centraal Tanzania.